# Xã Hopewell, Quận Cumberland, Pennsylvania
Xã Hopewell (tiếng Anh: Hopewell Township) là một xã thuộc quận Cumberland, tiểu bang Pennsylvania, Hoa Kỳ. Năm 2010, dân số của xã này là 2.329 người.